# Marc Hendrikx
Marc Hendrikx (Hamont, 2 juli 1974) is een gewezen Belgische voetballer die doorgaans links op het middenveld speelde. Hendrikx kon ook op rechts uit de voeten, zowel op het middenveld als in de verdediging. Hij werd meermaals geselecteerd voor de Rode Duivels.

## Carrière

### Jeugd
Marc Hendrikx groeide op in het Limburgse Hamont, vlak aan de Belgisch-Nederlandse grens. Op erg jonge leeftijd sloot hij zich aan bij het plaatselijke KVV Hamontlo. Op 16-jarige leeftijd stapte hij over naar de jeugd van Lommel SK.

### Lommel
Hendrikx was een linkermiddenvelder die vooral opviel met zijn snelheid. In 1992 werd hij in het eerste elftal van Lommel opgenomen. De club was dat jaar voor het eerst gepromoveerd naar Eerste Klasse. De toen 18-jarige Limburger kreeg van trainer Pierre Berx de kans om zich te bewijzen. Nadien nam coach Jos Heyligen het roer over, maar opnieuw mocht Hendrikx rekenen op heel wat speelkansen. Hij werd een vaste waarde bij Lommel.

### Genk
In 1997 ruilde Hendrikx zijn club in voor streekgenoot KRC Genk. De club was in die dagen bezig aan een sportieve opmars. In zijn eerste seizoen veroverde hij met Genk meteen de Beker van België. Onder leiding van trainer Aimé Antheunis groeide het team uit tot een Belgische subtopper. Hendrikx was toen bij Genk een ploegmaat van onder meer Branko Strupar en Souleymane Oulare. Hendrikx was bij de Limburgse club binnengehaald als de vervanger van Bart Goor. In 1999 won Hendrikx met Genk de landstitel en een jaar later opnieuw de Beker van België. In 2001 haalde Antheunis hem naar RSC Anderlecht. De Brusselse club legde toen zo'n € 1,75 miljoen op tafel voor de middenvelder.

### RSC Anderlecht
Bij RSC Anderlecht werd Hendrikx opnieuw gezien als de opvolger van Bart Goor. Bovendien vond hij in de hoofdstad ook enkele oude bekenden terug, zoals trainer Antheunis en Besnik Hasi, met wie hij nog bij Genk speelde. Ondanks de grote concurrentie op het middenveld met spelers als Alin Stoica, Walter Baseggio en Yves Vanderhaeghe werd hij in zijn eerste seizoen voor RSC Anderlecht een vaste waarde.
Op het einde van het seizoen werd Antheunis aangesteld als de nieuwe bondscoach van België. Hij werd opgevolgd door Hugo Broos, die Hendrikx minder vaak opstelde dan zijn voorganger. In 2004 werd hij met paars-wit de landskampioen.

### Lokeren en Germinal Beerschot
Hendrikx was einde contract en verkaste in 2004 naar het KSC Lokeren van trainer Franky Van der Elst. Ondanks het feit dat Van der Elst het seizoen als trainer niet uitdeed, strandde Lokeren dat jaar op de achtste plaats in het eindklassement. Uiteindelijk bleef de Limburger maar één seizoen in Oost-Vlaanderen. In 2005 verhuisde hij naar Germinal Beerschot. De toen 31-jarige Hendrikx zat er regelmatig op de bank. Na opnieuw één seizoen hield hij het voor bekeken. Hij keerde terug naar Limburg.

### Sint-Truiden
Bij Sint-Truiden werd Hendrikx geconfronteerd met degradatievoetbal. STVV bengelde voortdurend onderaan het klassement. Hij speelde regelmatig, maar kon niet voorkomen dat de club in 2008 laatste werd. Sint-Truiden degradeerde naar Tweede Klasse en Hendrikx zakte mee. Maar de club werd meteen kampioen in de tweede afdeling en dwong zo de promotie af. Hendrikx had de club mee aan de titel geholpen, maar bleef uiteindelijk zelf in Tweede Klasse. In de zomer van 2009 stapte hij over naar reeksgenoot KAS Eupen.

### Eupen
Het Eupen van trainer Dany Ost werd in Tweede Klasse een van de outsiders voor de titel. Hendrikx werd een vaste waarde bij de Panda's, maar zag hoe Lierse SK kampioen werd. Uiteindelijk veroverde Eupen via de eindronde het laatste ticket naar Eerste Klasse. Het seizoen 2010/11 was zijn 17e seizoen in Eerste Klasse. In de zomer van 2011 zette Hendrikx een punt achter zijn spelersloopbaan.

## Palmares
- 1998 met KRC Genk: Beker van België
- 1999 met KRC Genk: Landskampioen
- 2000 met KRC Genk: Beker van België
- 2001 met RSC Anderlecht: Supercup
- 2004 met RSC Anderlecht: Landskampioen

## Statistieken
| seizoen | club                       | land   | competitie         | wed. | goals |
| ------- | -------------------------- | ------ | ------------------ | ---- | ----- |
| 1992/93 | Lommel SK                  | België | Jupiler League     | 14   | 1     |
| 1993/94 | Lommel SK                  | België | Jupiler League     | 25   | 0     |
| 1994/95 | Lommel SK                  | België | Jupiler League     | 25   | 5     |
| 1995/96 | Lommel SK                  | België | Jupiler League     | 25   | 3     |
| 1996/97 | KRC Genk                   | België | Jupiler League     | 24   | 2     |
| 1997/98 | KRC Genk                   | België | Jupiler League     | 34   | 3     |
| 1998/99 | KRC Genk                   | België | Jupiler League     | 31   | 4     |
| 1999/00 | KRC Genk                   | België | Jupiler League     | 26   | 5     |
| 2000/01 | KRC Genk                   | België | Jupiler League     | 28   | 4     |
| 2001/02 | RSC Anderlecht             | België | Jupiler League     | 30   | 6     |
| 2002/03 | RSC Anderlecht             | België | Jupiler League     | 17   | 1     |
| 2003/04 | RSC Anderlecht             | België | Jupiler League     | 22   | 2     |
| 2004/05 | SC Lokeren                 | België | Jupiler League     | 29   | 5     |
| 2005/06 | Germinal Beerschot         | België | Jupiler League     | 23   | 2     |
| 2006/07 | Sint-Truiden VV            | België | Jupiler League     | 24   | 0     |
| 2007/08 | Sint-Truiden VV            | België | Jupiler League     | 19   | 2     |
| 2008/09 | Sint-Truiden VV            | België | Exqi League        | 20   | 4     |
| 2009/10 | KAS Eupen                  | België | Exqi League        | 31   | 2     |
| 2010/11 | KAS Eupen                  | België | Jupiler Pro League | 24   | 0     |
| 2011/12 | KVV Thes Sport Tessenderlo | België | Eerste provinciale | 8    | 1     |
| 2012/13 | KVV Thes Sport Tessenderlo | België | Eerste provinciale | 0    | 0     |
|         |                            |        |                    | 479  | 52    |